# And So I Watch You from Afar
And So I Watch You from Afar (kurz ASIWYFA) ist eine instrumentale britische Post-Rock-Band aus Belfast, Nordirland. Die Band setzt sich aus Rory Friers und Tony Wright an den Gitarren, Jonathan Adger am Bass und Chris Wee am Schlagzeug zusammen. Sie werden von vielen einschlägigen Musikmagazinen sehr hoch gehandelt. Unter Genrefans sind sie bekannt für ihre Live-Auftritte.

## Geschichte
Die Band wurde Ende 2005 gegründet und veröffentlichte ihre Debüt-EP Tonight the City Burns im Frühling 2007. Dieser Veröffentlichung folgte die EP This Is Our Machine and Nothing Can Stop It (Oktober 2007), mit Gesang von Cahir O’Doherty von Fighting with Wire und Jetplane Landing. Als sie ihr Debütalbum im Studio einspielten, traten sie auch eine Solo-Tour durch Großbritannien an, spielten aber auch Konzerte mit anderen Bands wie High on Fire, Crippled Black Phoenix, 65daysofstatic oder Yourcodenameis:milo. Zu dieser Zeit wurden sie auch von Musikkritikern und DJs wahrgenommen, Huw Stephens von BBC Radio 1 spielte als erster einen Titel von ihnen im nationalen Radio.
Ihr nach ihnen selbst benanntes Debütalbum erschien im April 2009 und erfuhr durchweg positive Kritiken in Musikzeitschriften wie Kerrang!, RockSound, Drowned In Sound, Visions und Metal Hammer. Das restliche Jahr verbrachten sie mit weiteren Liveauftritten in Großbritannien, für die es weitere positive Berichterstattung in Zeitschriften und Blogs gleichermaßen gab. Im Februar 2010 folgte dann die EP The Letters.
Im September 2011 erklärte Gründungsmitglied Tony Wright seinen Austritt aus der Band. Für die damals laufende Tour wurde er durch Niall Kennedy ersetzt. Tony Wright ist heute als Singer-Songwriter unter dem Namen VerseChorusVerse aktiv.
Im März 2013 veröffentlichte die Band ihr drittes Studioalbum All hail bright futures, das unter dem Label Sargent House erschien. Das Album erhielt von Kritikern eher wohlgeneigte Kritiken, so dass Metacritic 67 von 100 Punkte vergab. Im Sommer 2014 tourte die Band durch Europa.
Im Juli 2014 begann die Band mit den Studioaufnahmen zu ihrem vierten Album Heirs, das 2015 erschien.
Auf dem ArcTanGent Festival 2024 spielten sie am 17. August erstmalig ihr kurz vorher am 9. August erschienenes Album Megafauna am Stück.

## Diskografie
- 2007: Tonight the City Burns (EP)
- 2007: This Is Our Machine and Nothing Can Stop It (EP)
- 2009: And So I Watch You from Afar
- 2009: Set Guitars to Kill / A Little Solidarity Goes a Long Way (CD-R, Single, Promo)
- 2010: The Letters (EP)
- 2010: Straight Through the Sun Without a Scratch (Single)
- 2011: Search:Party:Animal (Single)
- 2011: Gangs
- 2013: All Hail Bright Futures
- 2015: Heirs
- 2017: The Endless Shimmering
- 2022: Jettison
- 2024: Megafauna

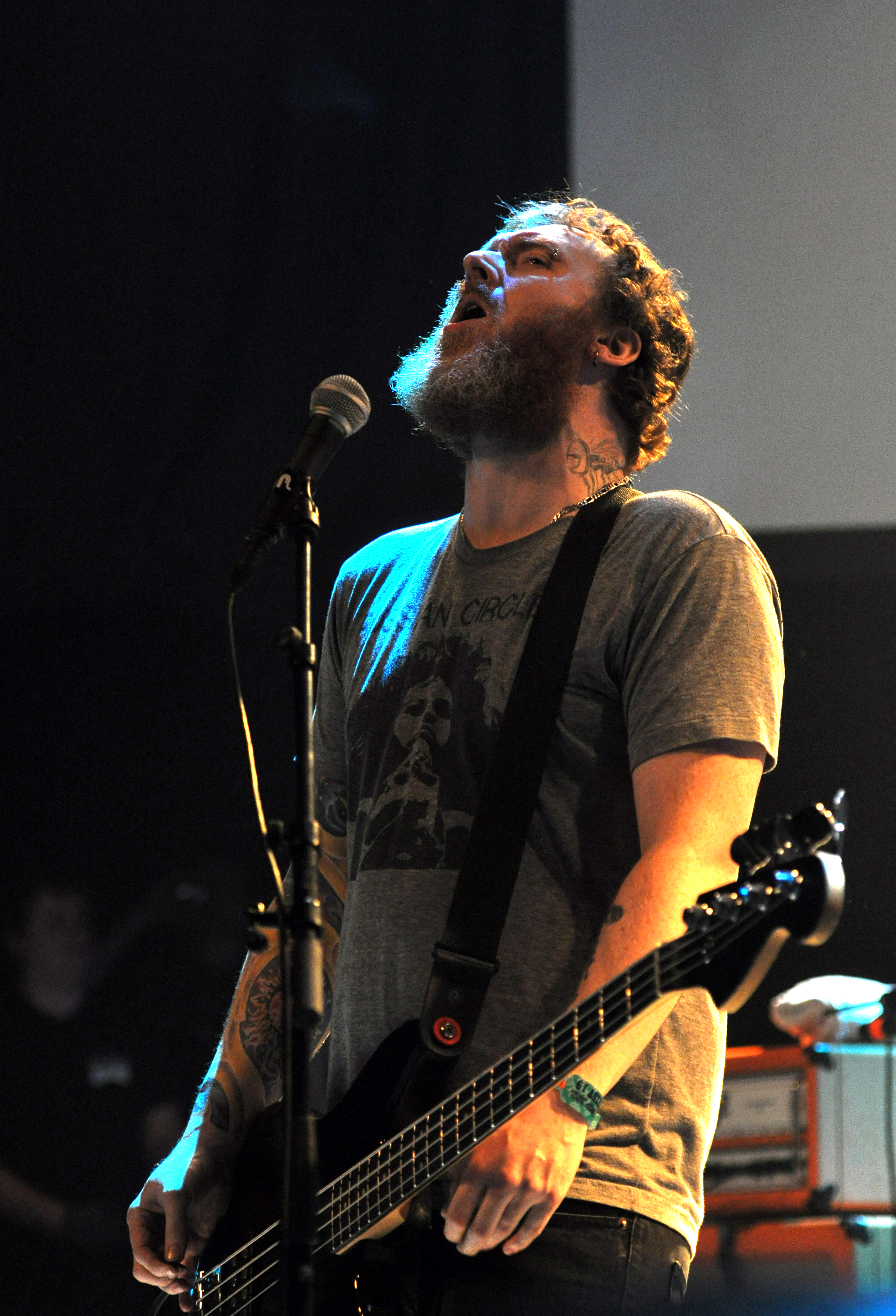
And So I Watch You from Afar beim Paaspop 2014